# Lectistérnio
Lectistérnio (em latim: lectisternium) era uma antiga cerimônia propiciatória romana, que consistia em uma refeição oferecida a deuses e deusas. A palavra deriva de lectum sternere, "espalhar (ou "cobrir") um sofá". As divindades eram representadas por seus bustos ou estátuas, ou por figuras portáteis de madeira, com cabeças de bronze, cera ou mármore, e cobertas com cortinas. Essas figuras foram colocadas em um sofá (lectus), o braço esquerdo apoiado sobre uma almofada.